# Heinrich Berté
Heinrich (Harry) Berté, egentligen Heinrich Bettelheim, född 8 maj 1858 i Hlohovec, Kejsardömet Österrike (nuvarande Slovakien), död 23 augusti 1924 i Perchtoldsdorf, Österrike, var en österrikisk kompositör av operor av wieneroperetter.

## Biografi
Heinrich Berté var son till en läkare och efter faderns död 1867 lämnade han sin hemort för att läsa musik vid Gesellschaft der Musikfreunde i Wien. Han studerade komposition och kontrapunkt för Franz Krenn och andra ämnen för Josef Hellmesberger, Robert Fuchs och Anton Bruckner.
I början av karriären gjorde han inget större intryck med sina baletter och operor. 1911 erbjöd författaren Alfred Maria Willner honom ett libretto över tonsättaren Franz Schubert efter Rudolf Hans Bartschs roman Schwammerl. Berté valde i stället att göra om verket till en pastisch och använda sig av Schuberts egen musik. Den 15 januari 1916 hade operetten Das Dreimäderlhaus premiär i Wien. Den översattes till 22 språk och uppfördes i fler än 60 länder. Berté kunde aldrig upprepa succén och hans andra Schubertoperett var ingen framgång.
Han avled den 23 augusti 1924.

## Verkförteckning

### Operor
- Die Schneeflocke (Prag, 1896)

### Operetter
- Bureau Malicone (Wien, 1891)
- Der neue Bürgermeister (Wien, 1904)
- Die Millionenbraut (München, 1904)
- Der Stadtregent (München, 1905)
- Der kleine Chevalier (Dresden, 1907)
- Der schöne Gardist (Breslau, 1907)
- Der Glücksnarr (Wien, 1908)
- Kreolenblut (Hamburg, 1911)
- Der Märchenprinz (Hannover, 1914)
- Das Dreimäderlhaus (Wien, 1916; med musik av Franz Schubert)
- Lenz und Liebe (Hamburg, 1918; med musik av Franz Schubert)
- Die drei Kavaliere (Wien, 1919)
- Coulissengeheimnisse (Hamburg, 1920)